# La Chapelle-Longueville
La Chapelle-Longueville ist eine französische Gemeinde mit 3.283 Einwohnern (Stand: 1. Januar 2022) im Département Eure in der Region Normandie. Sie gehört zum Arrondissement Les Andelys sowie zum Kanton Pacy-sur-Eure und ist Mitglied im Gemeindeverband Seine Normandie Agglomération.

## Geographie
La Chapelle-Longueville liegt etwa 38 Kilometer südsüdöstlich von Rouen an der Seine. 

### Nachbargemeinden
Umgeben wird La Chapelle-Longueville von zehn Nachbargemeinden.
| Saint-Pierre-la-Garenne                              | Notre-Dame-de-l'Isle    | Pressagny-l'Orgueilleux |
| Saint-Étienne-sous-Bailleul Saint-Pierre-de-Bailleul | Kompass                 |                         |
| Villez-sous-Bailleul Sainte-Colombe-près-Vernon      | Houlbec-Cocherel Mercey | Saint-Marcel            |

### Gemeindegliederung
| Ortsteil                        | ehemaliger INSEE-Code | Fläche (km²) | Höhenlage (m) |      | Dichte (Einw. je km²) |
| ------------------------------- | --------------------- | ------------ | ------------- | ---- | --------------------- |
| La Chapelle-Réanville           | 27150                 | 8,07         | 59–137        | 1097 | 136,3                 |
| Saint-Just (Verwaltungssitz) 00 | 27554                 | 4,44         | 13–139        | 1283 | 286,4                 |
| Saint-Pierre-d'Autils           | 27588                 | 7,09         | 12–139        | 0945 | 132,7                 |

## Geschichte
Am 1. Januar 2017 wurden die bis dahin eigenständigen Kommunen La Chapelle-Réanville, Saint-Just und Saint-Pierre-d’Autils zur neuen Gemeinde (commune nouvelle) La Chapelle-Longueville zusammengeschlossen. Der Sitz dieser neu geschaffenen Gebietskörperschaft befindet sich im Ortsteil Saint-Just. 